# السلالة النيرفية الأنطونية
السلالة النرواسية/ الدولة النرواسية هي سلالة/ دولة حكمت الإمبراطورية الرومية( كلهم بالتبني وليس بالنسب) على مدى القرن الثاني الجامع (من 96 للميلاد — من 192 للميلاد). هؤلاء القياصرة هم:
1. نرواس (96 م-98 م)
2. طَرَيانوسْ (98 م-117 م)
3. أدْرِيانوسْ (117 م-138 م)
4. أنطونيوس بيوس (138 م-161 م)
5. مَرقُس أورليوس (161 م-180 م)
6. قومودوس (176 م-192 م)

كل القياصرة المذكورين ينادون بالأباطرة الخمسة الصالحين، إلاَّ قومودوس؛ فقد كان سيىء السيرة.

## معرض صور

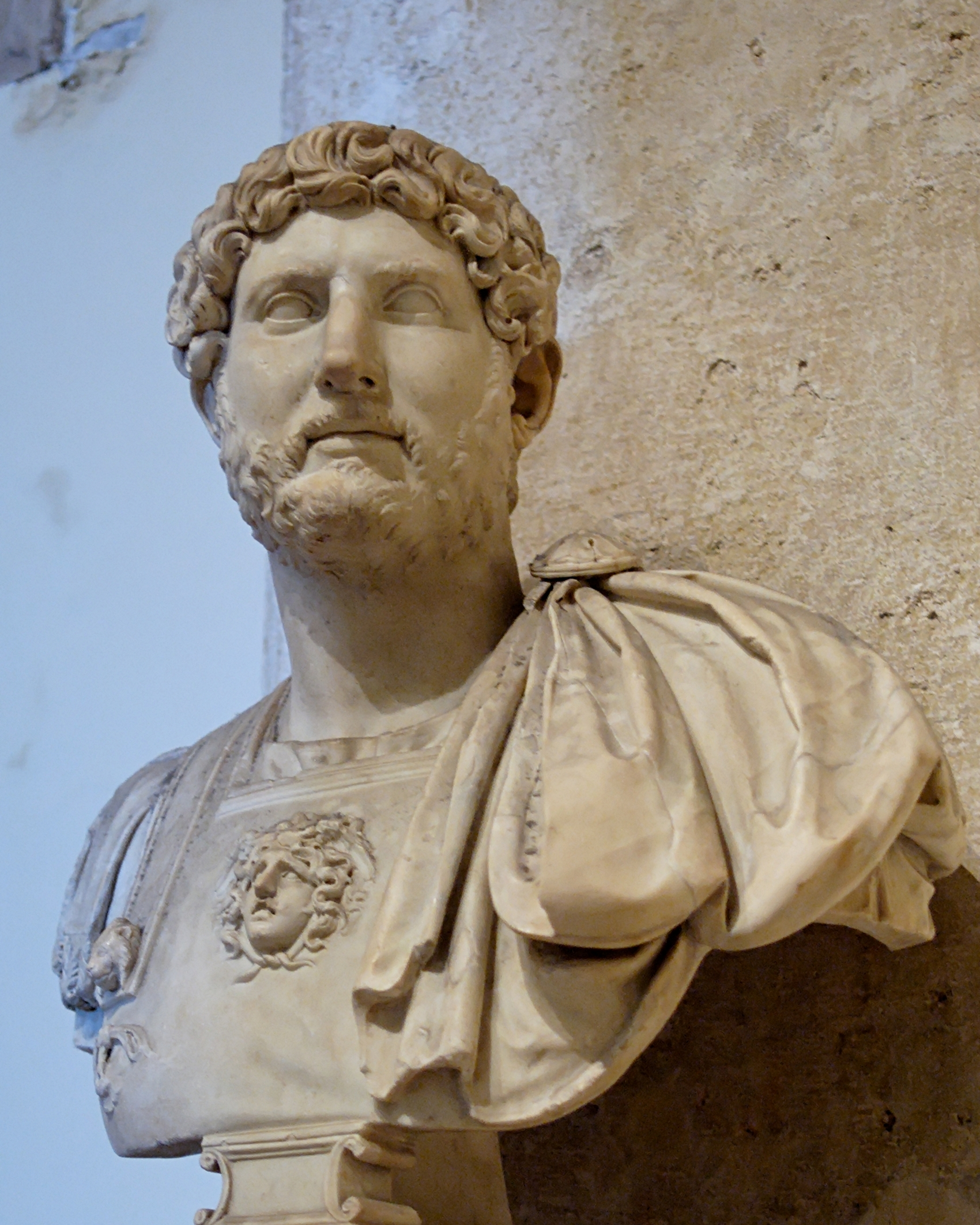
أندريانوس
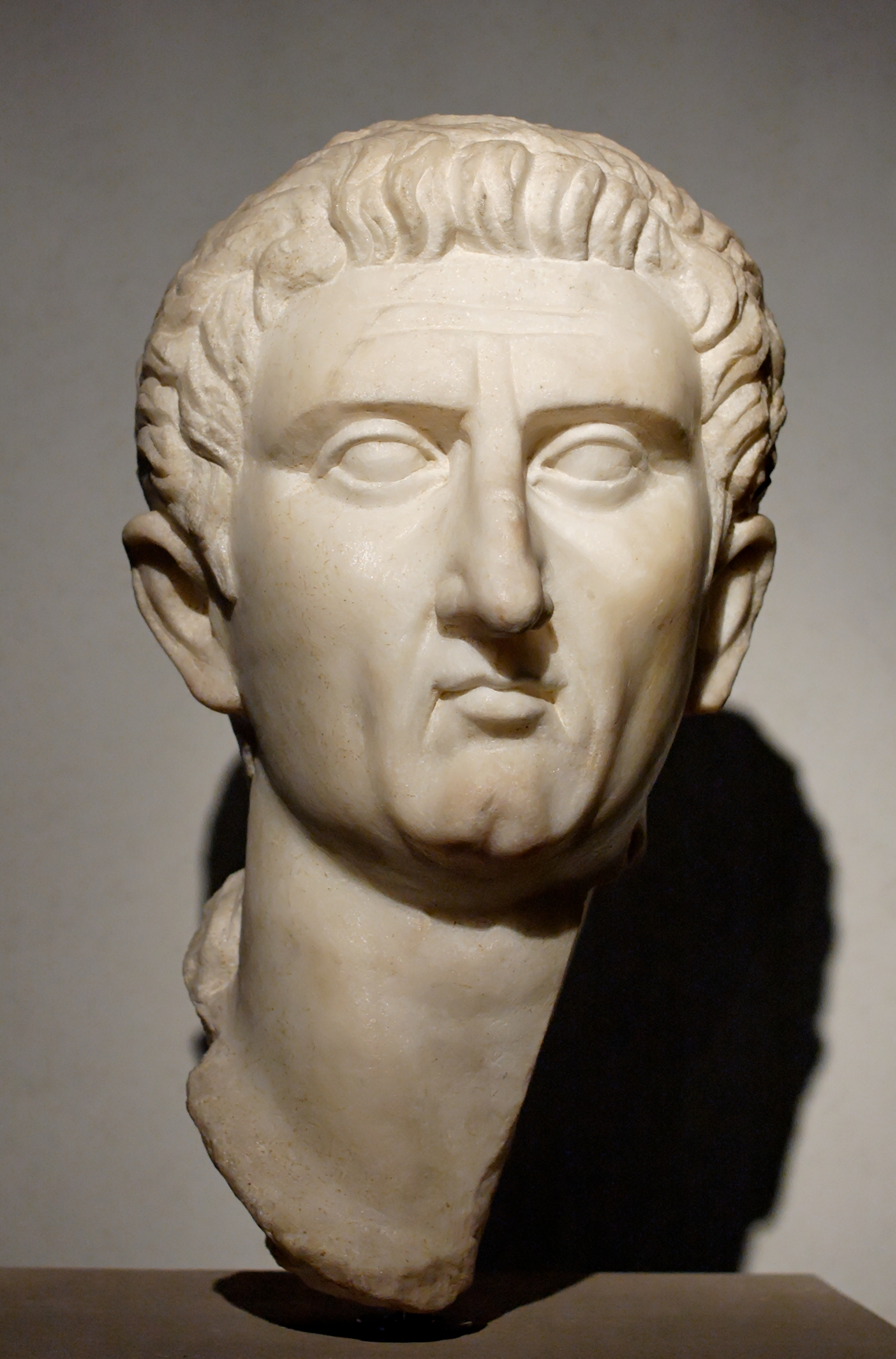
نرواس
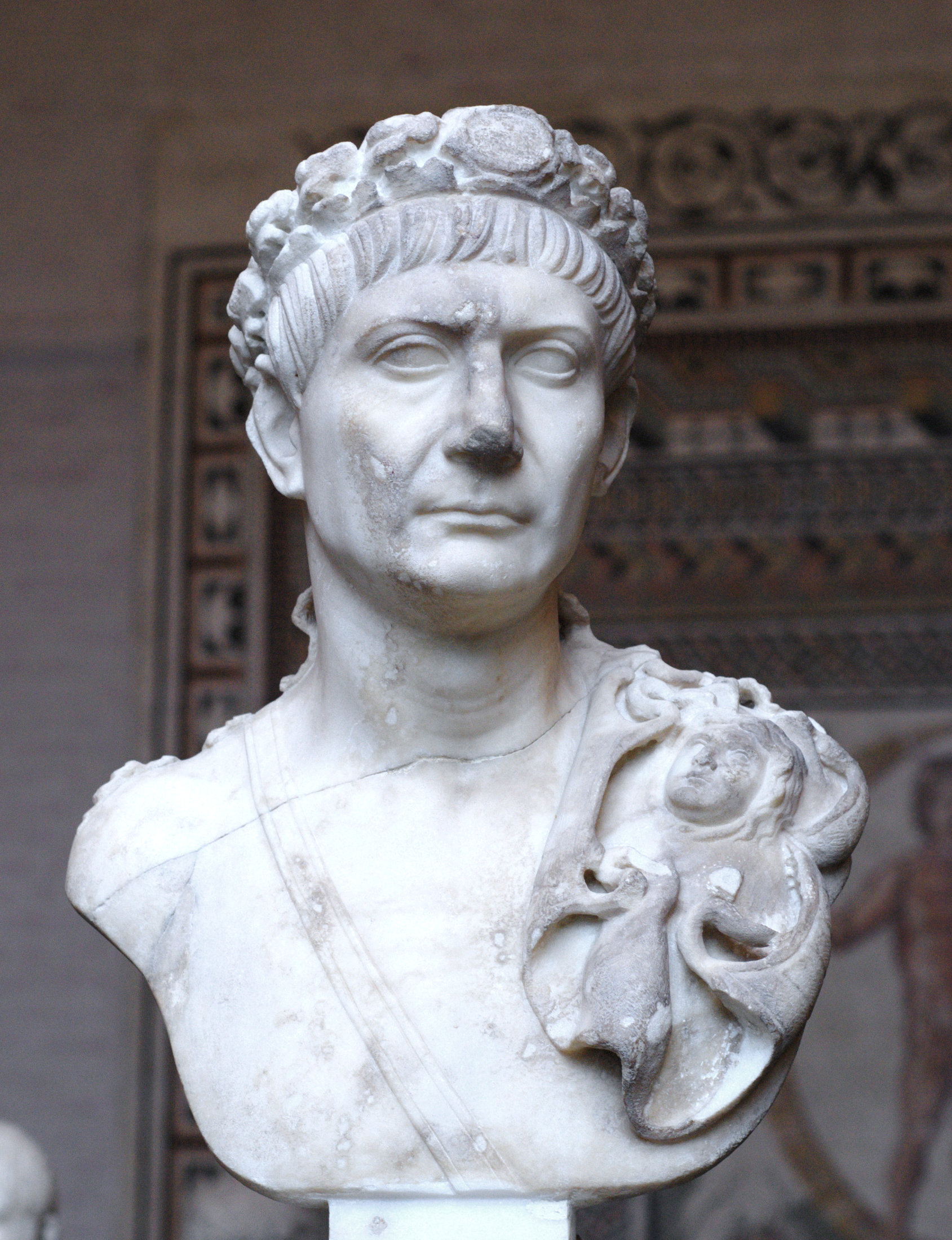
طرايانوس

## مواضيع مرتبطة
- الأمبراطورية الرومانية
- قائمة الاباطره الرومان